# 楸叶悬钩子
楸叶悬钩子（学名：Rubus mallotifolius）为蔷薇科悬钩子属的植物，为中国的特有植物。分布于中国大陆的云南等地，生长于海拔1,200米至2,000米的地区，多生于山谷及密林内，目前尚未由人工引种栽培。